# Уяринці
У́яринці — село в Україні, у Вінницькому районі Вінницької області. Населення становить 544 особи. Входить до складу Тиврівської селищної громади.

## Географія
Фізична відстань до Тиврова — 14,5 км, до Києва — 213,1 км.
Сусідні населені пункти:

## Історія
12 червня 2020 року, відповідно до Розпорядження Кабінету Міністрів України від  № 707-р «Про визначення адміністративних центрів та затвердження територій територіальних громад Вінницької області», увійшло до складу Тиврівської селищної територіальної громади.
19 липня 2020 року, в результаті адміністративно-територіальної реформи та ліквідації Тиврівського району, село увійшло до складу Вінницького району.

## Населення
За даними перепису населення 2001 року у селі проживали 544 особи.
Рідною мовою назвали:
| Мова       | Кількість осіб | Відсоток |
| ---------- | -------------- | -------- |
| українська | 531            | 97,61%   |
| російська  | 12             | 2,21%    |
| молдовська | 1              | 0,18%    |

## Економіка
У селі діють такі підприємства:
- сільськогосподарський виробничий кооператив «Уяринецький»;
- фермерське господарство «Мрія»;
- селянське фермерське господарство «Пролісок»;
- фермерське господарство «Нива»;
- фермерське господарство «Колос»;

## Соціальна сфера
У селі діє загальноосвітня школа І — ІІ ступенів у 4 класах якої навчається 36 учнів, працює 11 вчителів.

## Пам'ятки
У 1979 році у центрі села було встановлено Пам'ятник 150 воїнам — односельчанам, загиблим на фронтах ВВВ.
У 1988 році на території села кандидат історичних наук П. І. Хавлюк виявив залишки поселення трипільської культури, датоване III тис. до н. е., а також поселення передскіфського часу, датовані VIII–VII ст. ст. до н. е.

## Відомі люди
- Курчинський Василь Палладійович (1855-?) — російський медик, екстраординарний професор фізіології Київського університету.
- Скакун Микола Петрович (1924—2006) — український вчений, Доктор медичних наук (1961), професор (1963).
- Сичко Лариса Іванівна (1951) — українська письменниця.
- Усатий Іван Трохимович — кавалер Георгіївського хреста 4 ступеня № 19481 (1915 р.) «за то, что будучи под обстрелом сильным артиллерийским огнем, удержался на позиции и отбил 5 кавалерийских атак в бою 3-го августа 1914 года».